# Ambasada Gruzji w Rydze
Ambasada Gruzji w Rydze – misja dyplomatyczna Gruzji w Republice Łotewskiej.

## Historia
Gruzja nawiązała stosunki dyplomatyczne z Łotwą 11 marca 1993. Od 1999 Łotwa znajdowała się w okręgu konsularnym Konsulatu Generalnego Gruzji w Wilnie. W 2003 w Wilnie została otworzona ambasada gruzińska, której akredytacja obejmowała również Łotwę.
13 października 2006 prezydent Gruzji Micheil Saakaszwili dekretem utworzył Ambasadę Gruzji w Rydze. Początkowo była ona kierowana przez dyplomatę w randze chargé d'affaires. Pierwszy ambasador złożył listy uwierzytelniające 26 lutego 2008.

## Ambasadorzy
- Teimuraz Janjalia (2007 - 2008) chargé d'affaires
- Konstantin Korkelia (2008 - 2013)
- Teimuraz Janjalia (2013 - 2018)
- Tea Maisuradze (2018 - nadal)[1][2]